# Arnoldo Devonish
Arnoldo Devonish, född 15 juni 1932 i Maracaibo, död 1 januari 1997 i Caracas, var en venezuelansk friidrottare.
Devonish blev olympisk bronsmedaljör i tresteg vid sommarspelen 1952 i Helsingfors.